# Princeps namque

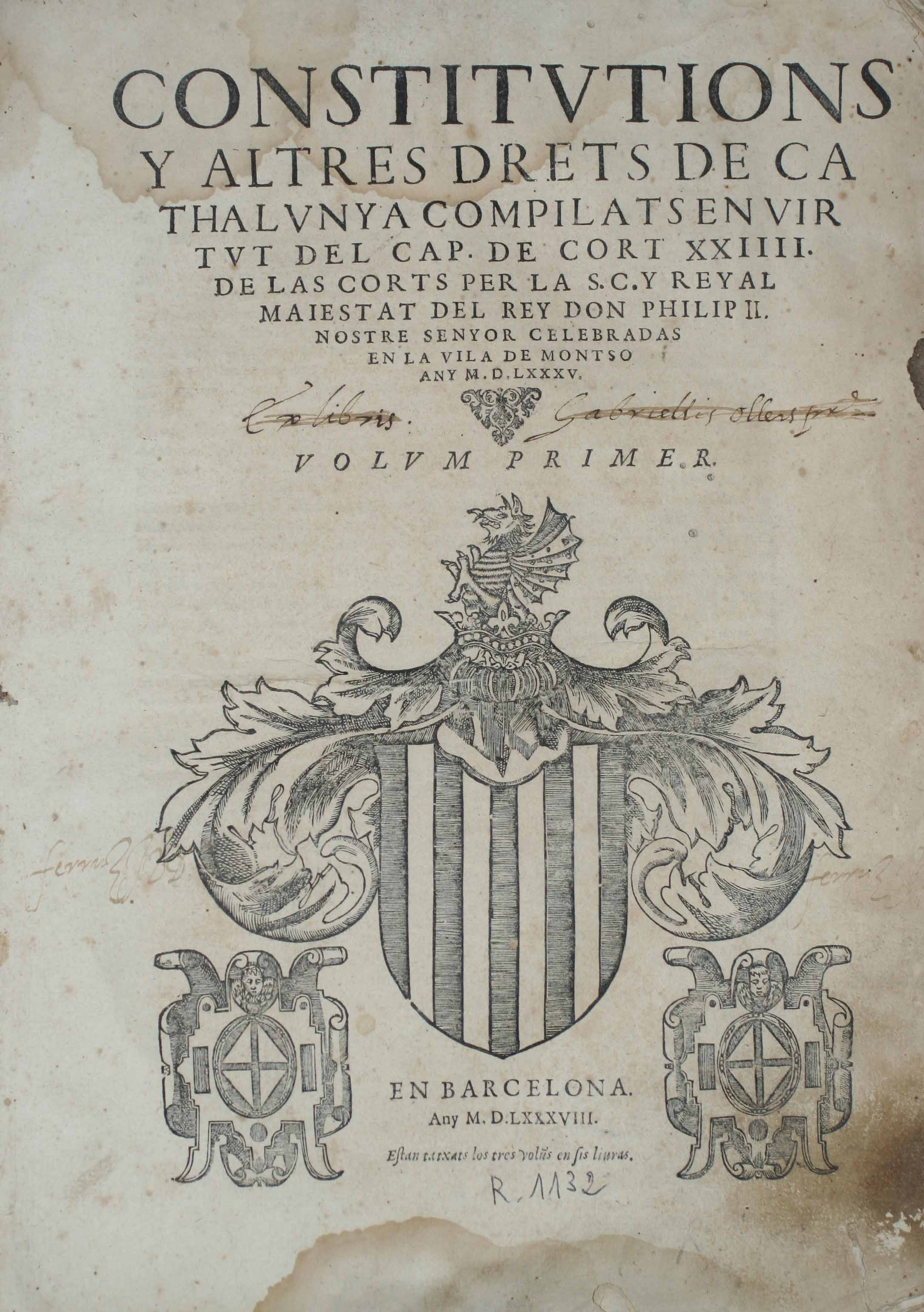
Constitucions de Catalunya de 1585.

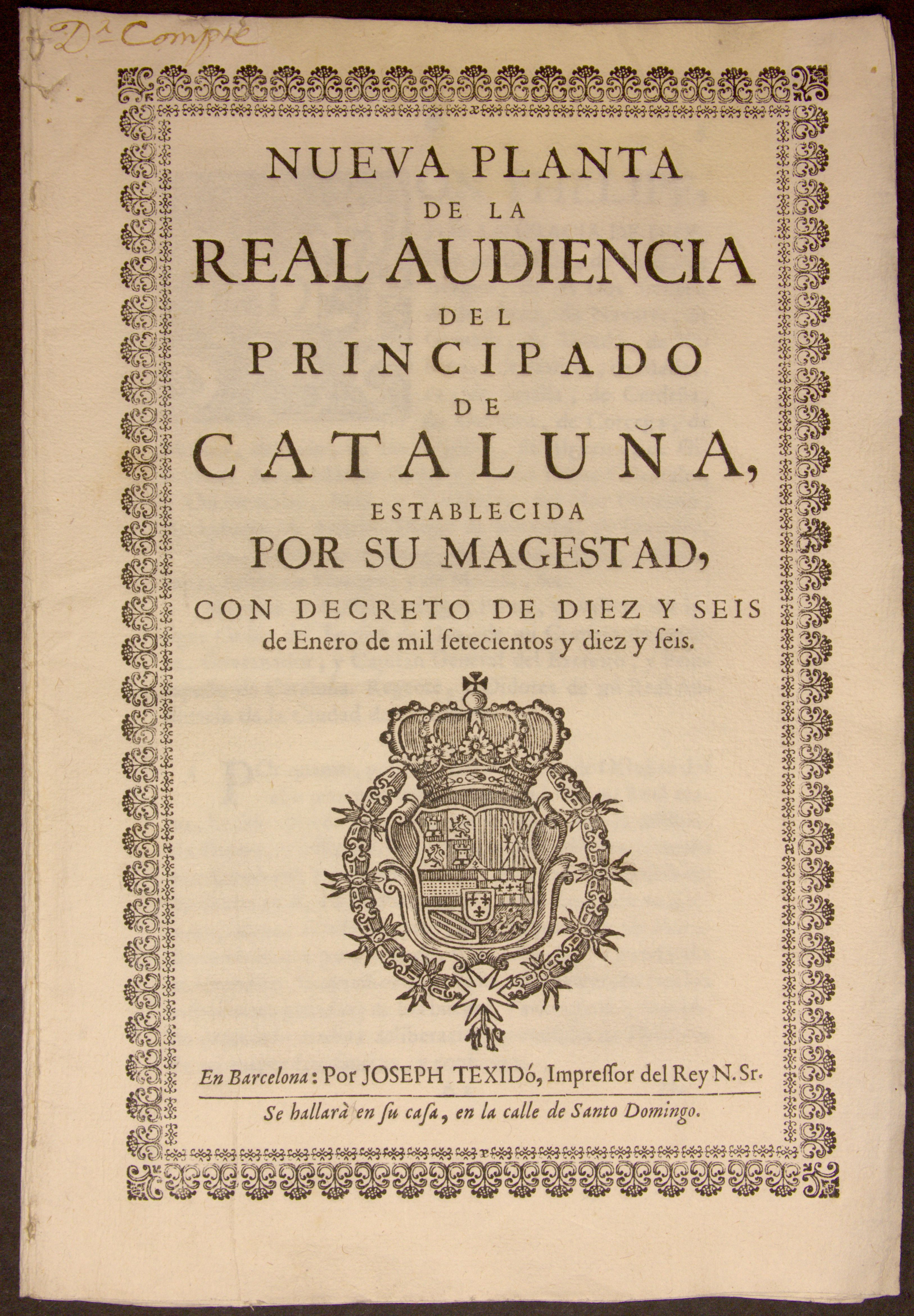
El Decreto de Nueva Planta, que suprimió el Princeps namque.

Princeps namque es uno de los usatges de Barcelona que regulaba la defensa del príncipe y del Principado de Cataluña, así como la convocatoria a las armas. Incluido en los primeros usatges del siglo XI, fue invocado explícitamente hasta el siglo XVI. Derogado tras los Decretos de Nueva Planta, perduró no obstante en la institución del somatén.
«Princeps namque» son las dos primeras palabras en latín del usatge 68 (aunque en alguna de las compilaciones es el 69): «Lo Príncep si per qualque cas será assetiat, ó ell tindrá sos inimichs assetiats, ó oirá algún Rey ó Príncep venir». (el Príncipe si por cualquier causa fuese asediado, o tuviese a sus enemigos asediados, o sintiese llegar a algún Rey o Príncipe).
El príncipe tenía la potestad de llamar a las armas a los nobles feudatarios y a todos los hombres útiles para la defensa en caso de amenaza a su persona o de invasión del territorio. La asistencia debía ser tan rápida como fuese posible, siendo considerados en caso contrario como culpables de incumplimiento de un deber ya que «nadie puede fallarle al príncipe en una cuestión tan importante». Únicamente podía ser invocado en el caso de que el príncipe se hallase presente y carecía de validez fuera del Principado.
En 1368 se reguló la convocatoria, mediante la obligación de aportar un combatiente por cada 15 fuegos, pasando la responsabilidad de la movilización a los regidores de los ayuntamientos. En 1374 se acordó la conmutación del servicio por el pago de una cantidad de dinero, que se utilizaba para el pago de los hombres más aptos para la lucha, con lo que en realidad se transformó en un fogaje o impuesto para la financiación de la guerra. Sin embargo, la movilización general se mantenía, invocando el princeps namque a través del somatén.
La segunda mitad del siglo XIV fue el período en que en más ocasiones se invocó el usatge. En 1640 el princeps namque adquirió trascendencia política, ya que las Cortes catalanas rechazaron reiteradamente la institución de la Unión de Armas propuesta por el Conde-Duque de Olivares, ya que la misma se destinaba a guerras exteriores, lo que contravenía el usatge. 
Durante la sublevación catalana de 1640 se utilizó para movilizar a la población en favor de la Generalidad de Cataluña, así como para la organización de un batallón del Principado contra las tropas de Felipe IV de España.
La institución del princeps namque transcendía los lazos feudales, constituyendo un compromiso entre el príncipe y la población del territorio. Propició la generalización de la noción de autodefensa, la formación de milicias, la posesión y ostentación del uso de armas y el rechazo a la participación en ejércitos y guerras acontecidos fuera del propio territorio.